# KSV Drieslinter
Koninklijke Stormvogels Drieslinter is een Belgische voetbalclub uit Drieslinter. De club is bij de Koninklijke Belgische Voetbalbond aangesloten met stamnummer 3293 en heeft blauw en wit als kleuren.

## Geschiedenis

### Beginjaren
De club werd in 1936 opgericht als Stormvogels (SV) Drieslinter. In 1941 vroeg men net zoals het naburige, Red Star Drieslinter een stamnummer aan. Men kreeg stamnummer 3293 toegewezen. Red Star Drieslinter speelde slechts tot 1944 wedstrijden bij de KBVB. 
Rond 1958 verhuisde SV Drieslinter in de eerste 22 jaar van het bestaan speelde men aan 'Terrein Retse'. Het nieuwe terrein lag langs de Grote Steenweg in Drieslinter, langs een café. In 1959 trok men na tegenvallende resultaten voor één seizoen haar eerste ploeg terug uit derde provinciale, het toenmalige laagste niveau. 
In 1964 promoveerde men voor het eerst in het bestaan naar tweede provinciale. In 1967 degradeerden de Stormvogels opnieuw naar derde provinciale. In 1971 degradeerde men opnieuw, ditmaal naar het nieuwe laagste niveau vierde provinciale. 
In 1973 speelde men voor het eerst in haar bestaan kampioen. Zo promoveerde men vanuit Vierde provinciale F terug naar derde provinciale. 
In 1975 sloot in het nabijgelegen gehucht Heide Sporting Heide Linter zich aan bij de KBVB. Men kreeg stamnummer 8272 toegewezen. Voorheen speelde deze club in het recreatief voetbal.

### Verhuis, gloriejaren en conflict
Rond 1977 verhuisde men opnieuw van locatie. Na bijna 20 jaar verliet men het terrein aan de Grote Steenweg voor Terrein Molenweg. Deze verhuis ging over een zéér kleine afstand. 
In 1978 werd SV Drieslinter opnieuw kampioen. Na 11 jaar afwezigheid promoveerde men zo opnieuw naar tweede provinciale. In 1978-79 rondde men het beste seizoen in haar geschiedenis af. Men werd vierde in tweede provinciale B. In 1980 scheurt na een intern conflict een deel van de club zich af. Zo vormde men Atlas Linter. Ook deze club zou op een steenworp van SV Drieslinter spelen. Men sloot zich eerst aan een liefhebbersverbond. In 2000 trad men toe tot de KBVB. 
In 1983 werd men voorlaatste in tweede provinciale. Hierdoor degradeerde men opnieuw naar derde provinciale.
In 1993 voegde men de Koninklijke toe tot de clubnaam. Dit deed men omdat men reeds enkele jaren 50 jaar bestond. 

### Liftploeg
In 1996 volgde een nieuwe degradatie, naar vierde provinciale. Na 23 jaar kwam men hierdoor opnieuw op het laagste Belgische niveau uit.
In 2002 werd men opnieuw kampioen. Waardoor er na zes jaar opnieuw een promotie volgde naar derde provinciale. In 2007 degradeerde men opnieuw door vijftiende te eindigen in derde provinciale.
In 2010 delft men het onderspit in de kampioenenstrijd tegen FC Neerwinden. In de promotie-eindronde wordt KSV Drieslinter in een groep geplaatst met VK Borchtlombeek, VK Holsbeek, en FC Limelette. De Stormvogels worden tweede, na VK Borchtlombeek. Uiteindelijk bleek deze eindronde zinloos. Alle teams in de twee eindrondegroepen promoveerde naar derde provinciale. In 2014 degradeerde men opnieuw naar vierde provinciale. 
In 2019 werd men kampioen in vierde provinciale, op negen punten voorsprong van rivaal Sporting Heide Linter.

### Fusiegesprekken
In 2023 fuseerde KSV Drieslinter met SC Orsmaal (stamnummer 7554). De nieuwe club behoudt Drieslinters naam. Ook alle clubactiviteiten blijven aan Terrein Molenweg plaatsvinden. Er wordt in het seizoen 2023-24 aangetreden met een B-elftal in vierde provinciale. Het stamnummer van Orsmaal werd geschrapt. 
Al enkele jaren denkt men er in de gemeente over om één enkele gemeentelijke club op te richten d.m.v. een fusie van de huidige clubs. In 2015 tekende de Linterse clubs een charter met de gemeente om aan te kunnen treden aan de gloednieuwe sportaccommodaties aan de Molenveldweg. Deze accommodatie is een grote verbetering ten opzichte van die van de huidige clubs. Tevens liggen de terreinen van de huidige clubs in zonevreemd gebied. In medio 2024 moet KSV Drieslinter na bijna 50 jaar wijken van haar huidige terrein. Dit wordt een bouwverkaveling. 
De gemeente had voor de verdwijning van White Star Wommersom in 2019 nog 5 clubs op haar grondgebied. Na de fusie met SC Orsmaal werd dit herleid naar 3 (KSV Drieslinter, Atlas Linter & Sporing Heide Linter). Enkel Drieslinter heeft een jeugdwerking. Sporting Heide Linter is de enige met een vrouwenelftal.

## Resultaten
| Seizoen | Klasse | Klasse | Klasse | Klasse | Klasse | Klasse | Klasse | Klasse | Klasse | Reeks                                                    | Punten                                                   | Opmerkingen |
|         | I      | I      | II     | III    | IV     | P.I    | P.II   | P.III  | P.IV   |                                                          |                                                          | |
| ------- | ------ | ------ | ------ | ------ | ------ | ------ | ------ | ------ | ------ | -------------------------------------------------------- | -------------------------------------------------------- | --- |
| 2004/05 |        |        |        |        |        |        |        | 12     |        | Derde prov. Brab. A                                      | 32                                                       | |
| 2005/06 |        |        |        |        |        |        |        | 12     |        | Derde prov. Brab. A                                      | 32                                                       | |
| 2006/07 |        |        |        |        |        |        |        | 15     |        | Derde prov. Brab. A                                      | 15                                                       | |
| 2007/08 |        |        |        |        |        |        |        |        | 4      | Vierde prov. Brab. I                                     | 59                                                       | |
| 2008/09 |        |        |        |        |        |        |        |        | 3      | Vierde prov. Brab. I                                     | 63                                                       | |
| 2009/10 |        |        |        |        |        |        |        |        | 2      | Vierde prov. Brab. I                                     | 65                                                       | |
| 2010/11 |        |        |        |        |        |        |        | 11     |        | Derde prov. Brab. A                                      | 32                                                       | |
| 2011/12 |        |        |        |        |        |        |        | 9      |        | Derde prov. Brab. A                                      | 37                                                       | |
| 2012/13 |        |        |        |        |        |        |        | 13     |        | Derde prov. Brab. A                                      | 28                                                       | |
| 2013/14 |        |        |        |        |        |        |        | 16     |        | Derde prov. Brab. A                                      | 13                                                       | |
| 2014/15 |        |        |        |        |        |        |        |        | 4      | Vierde prov. Brab. H                                     | 55                                                       | |
| 2015/16 |        |        |        |        |        |        |        |        | 8      | Vierde prov. Brab. H                                     | 58                                                       | |
|         | 1A     | 1B     | 1Am    | 2Am    | 3Am    | P.I    | P.II   | P.III  | P.IV   | Vanaf 2016-17 zijn er 3 nationale en 2 regionale niveaus | Vanaf 2016-17 zijn er 3 nationale en 2 regionale niveaus | Vanaf 2016-17 zijn er 3 nationale en 2 regionale niveaus                                                                 |
| 2016/17 |        |        |        |        |        |        |        |        | 9      | Vierde prov. Brab. A                                     | 41                                                       | |
| 2017/18 |        |        |        |        |        |        |        |        | 8      | Vierde prov. Brab. A                                     | 39                                                       | |
| 2018/19 |        |        |        |        |        |        |        |        | 1      | Vierde prov. Brab. A                                     | 6                                                        | |
| 2019/20 |        |        |        |        |        |        |        | 12     |        | Derde prov. Brab. A                                      | 30                                                       | Seizoen vroegtijdig stopgezet door Covid-19                                                                              |
| 2020/21 |        |        |        |        |        |        |        | 3      |        | Derde prov. Brab. A                                      | 10                                                       | Competitie vroegtijdig stopgezet, na 5 wedstrijden, vanwege de coronapandemie. Naderhand werden de resultaten geschrapt. |
| 2021/22 |        |        |        |        |        |        |        | 5      |        | Derde prov. Brab. A                                      | 49                                                       | |
| 2022/23 |        |        |        |        |        |        |        | 8      |        | Derde prov. Brab. D                                      | 40                                                       | |
| 2023/24 |        |        |        |        |        |        |        |        |        | Derde prov. Brab. D                                      |                                                          | |